# Hinterer Brunnenkogel (Ötztaler Alpen)
De Hintere Brunnenkogel is een 3438 meter hoge bergtop in de Ötztaler Alpen in het Oostenrijkse Tirol.
De berg is gelegen in de Weißkam, aan de westelijke rand van de Mittelbergferner. De berg is enkele tientallen meters hoger dan zijn noordelijke buurtop, de Vordere Brunnenkogel. Startpunt voor een klim naar de top van de berg vormt de Braunschweiger Hütte. Een tocht van deze berghut naar de top neemt ongeveer drie uur in beslag, waarbij goed moet worden gelet op gletsjerspleten in de Mittelbergferner. Een tocht over de zuidelijke graat (UIAA III) neemt twee tot vier uur in beslag.
De berg moet niet worden verward met de 3325 meter hoge Hintere Brunnenkogel in de Stubaier Alpen.